# Dropropizina
La dropropizina (in fase sperimentale chiamata UCB 1967) è un composto con caratteristiche di sedativo della tosse, ad azione periferica. In Italia viene venduto dalla società farmaceutica Johnson & Johnson S.p.A. con il nome commerciale di Actiribex nella forma farmaceutica di sciroppo, gocce al 2% di principio attivo, compresse o pastiglie da 15 mg da sciogliere in bocca. Levodropropizina, il levo-isomero della dropropizina, è ugualmente impiegato in clinica con le medesime finalità.

## Farmacodinamica
Contrariamente a codeina e derivati, normalmente utilizzati come sedativi della tosse ad azione centrale, il composto non agisce sul sistema nervoso centrale ma è dotato di attività antitussigena determinata da un'azione di tipo periferico a livello tracheobronchiale.

## Farmacocinetica
A seguito di assunzione per via orale il farmaco è adeguatamente assorbito dal tratto gastroenterico e si distribuisce rapidamente nei tessuti dell'organismo. Il farmaco viene metabolizzato principalmente mediante idrossilazione dell'anello aromatico e reazioni di N-dealchilazione. La dropropizina viene escreta principalmente per via urinaria come farmaco inalterato e metaboliti.

## Tossicologia
Studi sperimentali eseguiti su animali (ratto) hanno messo in evidenza un ampio margine di sicurezza con una DL50 pari a 200 mg/kg peso corporeo, quando somministrato per via endovenosa, e di 750 mg/kg quando somministrato per via orale.

## Usi clinici
Il composto trova indicazione nel trattamento sintomatico della tosse.
Il profilo di sicurezza della molecola la rende efficace anche nel trattamento della tosse in età pediatrica, quando le infezioni virali del tratto respiratorio superiore rendono conto della maggior parte degli episodi di attacchi acuti di tosse.

## Effetti collaterali e indesiderati
Tra gli effetti collaterali: nausea, disturbi gastrointestinali, sonnolenza.

## Controindicazioni
Il farmaco è controindicato nei soggetti con ipersensibilità individuale accertata verso il principio attivo oppure uno qualsiasi degli eccipienti utilizzati nella formulazione farmacologica. È inoltre controindicato nei soggetti con aumentata secrezione bronchiale e riduzione della funzione mucociliare. Generalmente controindicato in donne in stato di gravidanza o che allattano al seno.

## Dosi terapeutiche
Nei soggetti adulti la dose consigliata è di 15–30 mg, da 3 fino ad 8 volte al giorno.
Nei bambini da 3 a 13 anni si consiglia l'assunzione di 15 mg, ripetibili per 3-4 volte nella giornata.

## Avvertenze
Si consiglia particolare attenzione nella guida di autoveicoli e nelle attività che richiedono concentrazione, poiché il farmaco può causare sonnolenza e riduzione dei livelli d'attenzione.